# Tarnkappenschiff

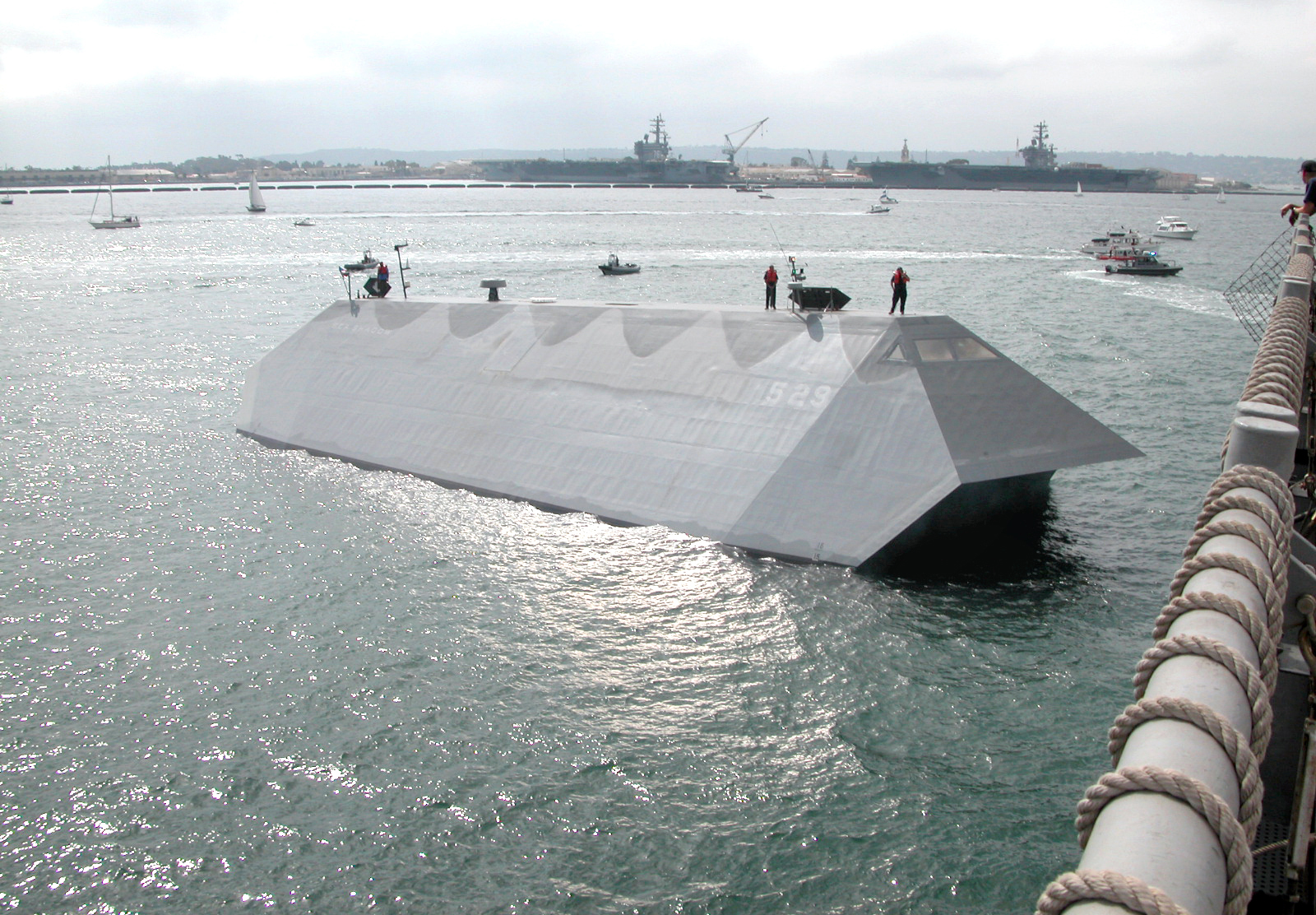
Sea Shadow, ein Prototyp der US-Navy mit Tarnkappentechnik

Unter einem Tarnkappenschiff (englisch stealth ship) wird ein Schiff verstanden, bei dem mit Hilfe von Tarnkappentechnik versucht wird, seine Ortung zu erschweren oder zu verhindern. Dabei ist sowohl die Ortung durch Radar als auch durch andere Sensoren wie z. B. Infrarot-Sensoren gemeint.

## Geschichte der Stealth-Schiffe

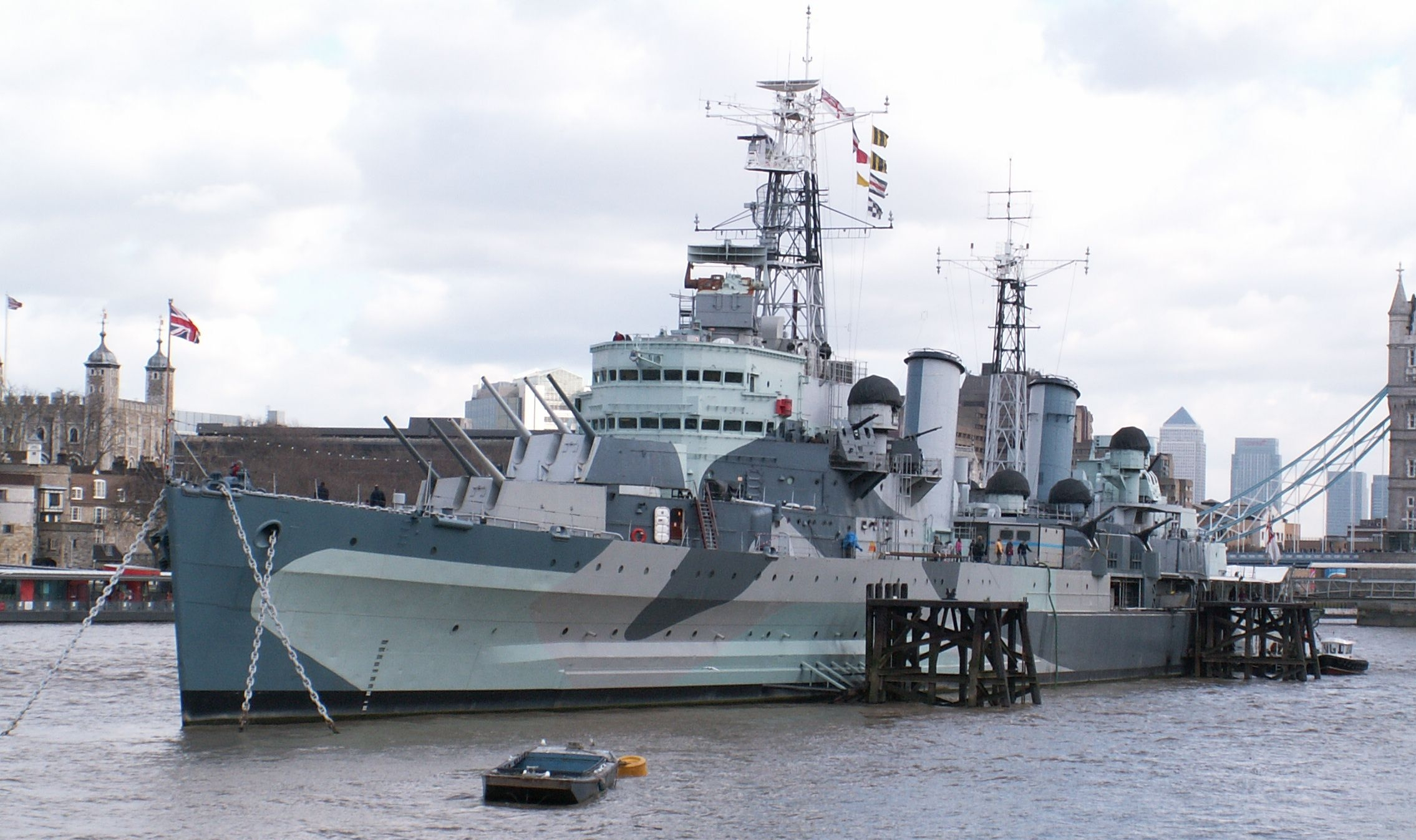
Die Belfast, heute Museumsschiff, mit Tarnanstrich Admiralty Disruptive Camouflage Type 25 aus dem Zweiten Weltkrieg

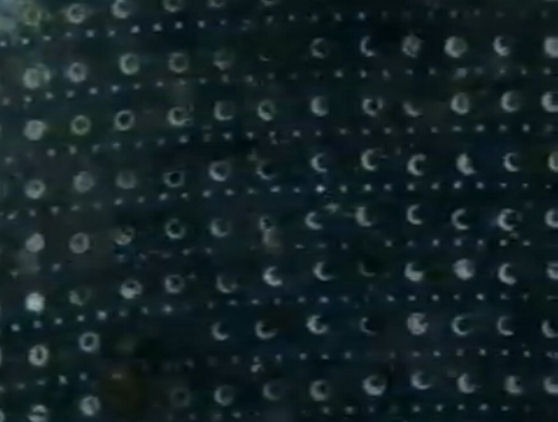
Nahaufnahme der Alberich-Beschichtung von U 480

Bereits im Ersten Weltkrieg versuchten britische und amerikanische Kriegsschiffe, deutsche U-Boote durch Tarnbemalung, auch Camouflage genannt, zu täuschen. Dadurch sollten die U-Boote hinsichtlich der Größe, der Fahrtrichtung und der Geschwindigkeit getäuscht werden. Auch im Kampf unter Überwasserschiffen wurde diese Technik, nebst täuschenden Aufbauten-Attrappen, eingesetzt.
Als gegen Ende der 1930er Jahre die ersten funktionierenden Radarsysteme entwickelt und gebaut wurden, stellten sich für die Tarnung von Schiffen neue Fragen. Es war nun möglich, Schiffe über weite Strecken zu orten. Später kamen auch Lenkgeschosse hinzu, die von Radar, Infrarotdetektoren und Magnetfelderfassungssystemen gesteuert werden. Auch Ländern ohne eigene Kriegsschiffe war es nun möglich, Kriegsschiffe zu versenken.
Daher wurden Schiffe konstruiert, die für das Radar schwer zu erfassen sind und auch andere Sensoren täuschen können. Erfahrungen aus dem Flugzeugbau haben die Techniken bezüglich Formgebung und radarabsorbierenden Beschichtungen bestätigt. Im deutschen U-Boot-Bau des Zweiten Weltkriegs wurden so beispielsweise Schnorchel eingesetzt, um so weniger häufig aufgetaucht fahren und sich damit dem alliierten Radar weniger stark offenbaren zu müssen. Mit Verbesserung des Radars, welches die Ortung der Schnorchel ermöglichte, wurde auch an Tarnmaßnahmen für die Schnorchel selbst gearbeitet, u. a. durch radarabsorbierende Beschichtungen. Ein ungetarnter Schnorchel reduzierte die Echowirkung auf rund 20 % eines U-Bootes und senkte die Ortungsreichweite auf rund 25 % eines U-Bootes. Mit Entwicklung getarnter Schnorchel konnte die Restreflexion auf ca. 10 % reduziert und die Ortungsreichweite um nochmals bis zu 65 % reduziert werden.
Neben der Dämpfung der Eigengeräusche kamen auch Maßnahmen zum Einsatz, welche die Ortung durch das feindliche ASDIC (Vorläufer des Sonars) erschwerten. So dämpft eine Oppanol-Hülle, eine ca. 4 mm dicke Gummibeschichtung, die Schallrückstrahlung im Frequenzbereich zwischen 10 und 18 kHz bis auf 15 %. Die Wirkung des Schutzes ist dabei stark abhängig von Salzgehalt, Luftgehalt und Temperatur des Wassers. Diese Technik, genannt Alberich-Beschichtung, wurde im Einsatz erstmals 1944 bei dem deutschen U-Boot U 480 angewendet, das als das erste Tarnkappen-U-Boot der Welt gilt.

## Grundzüge der Tarnung

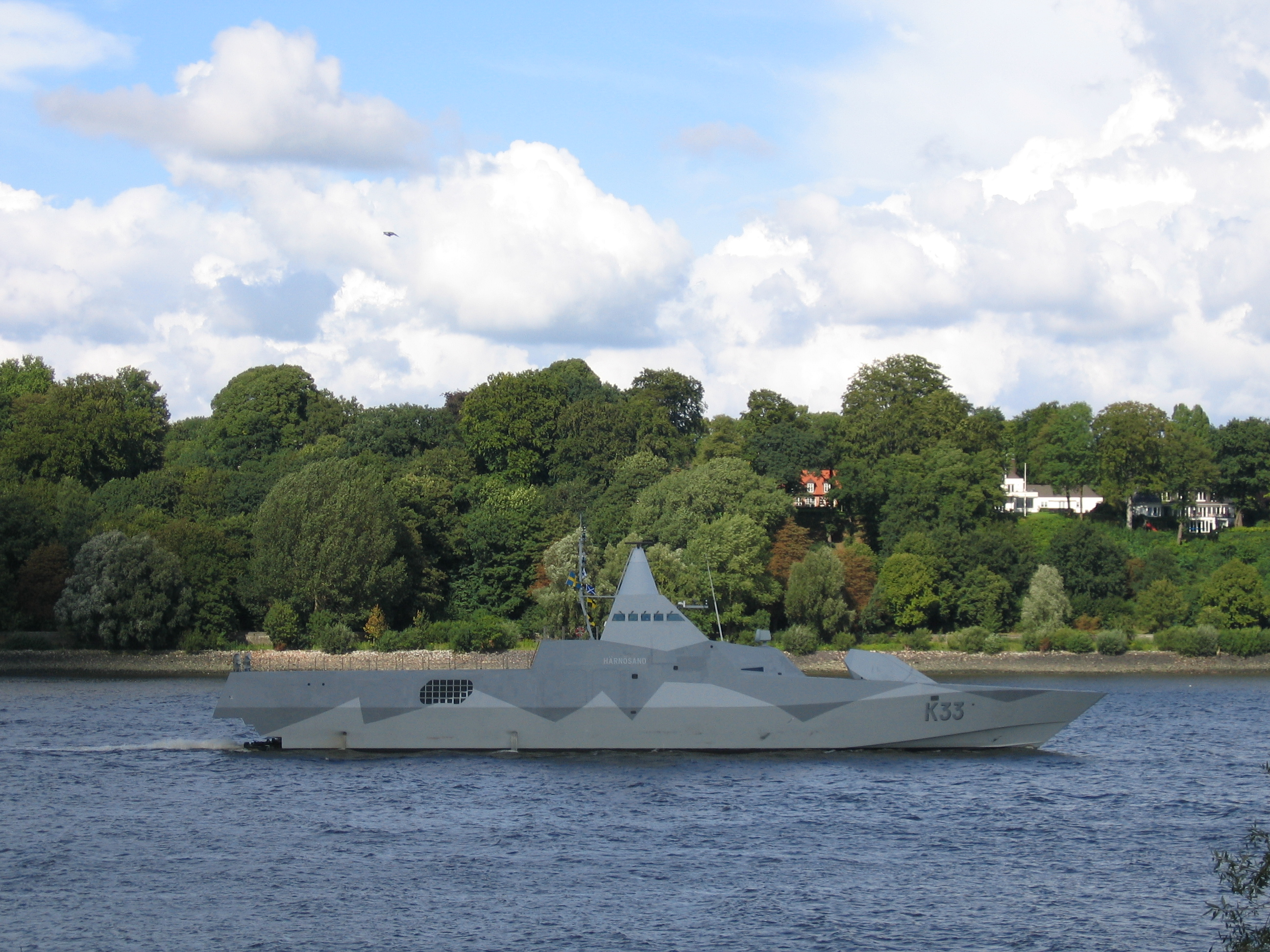
HMS Härnösand in Hamburg

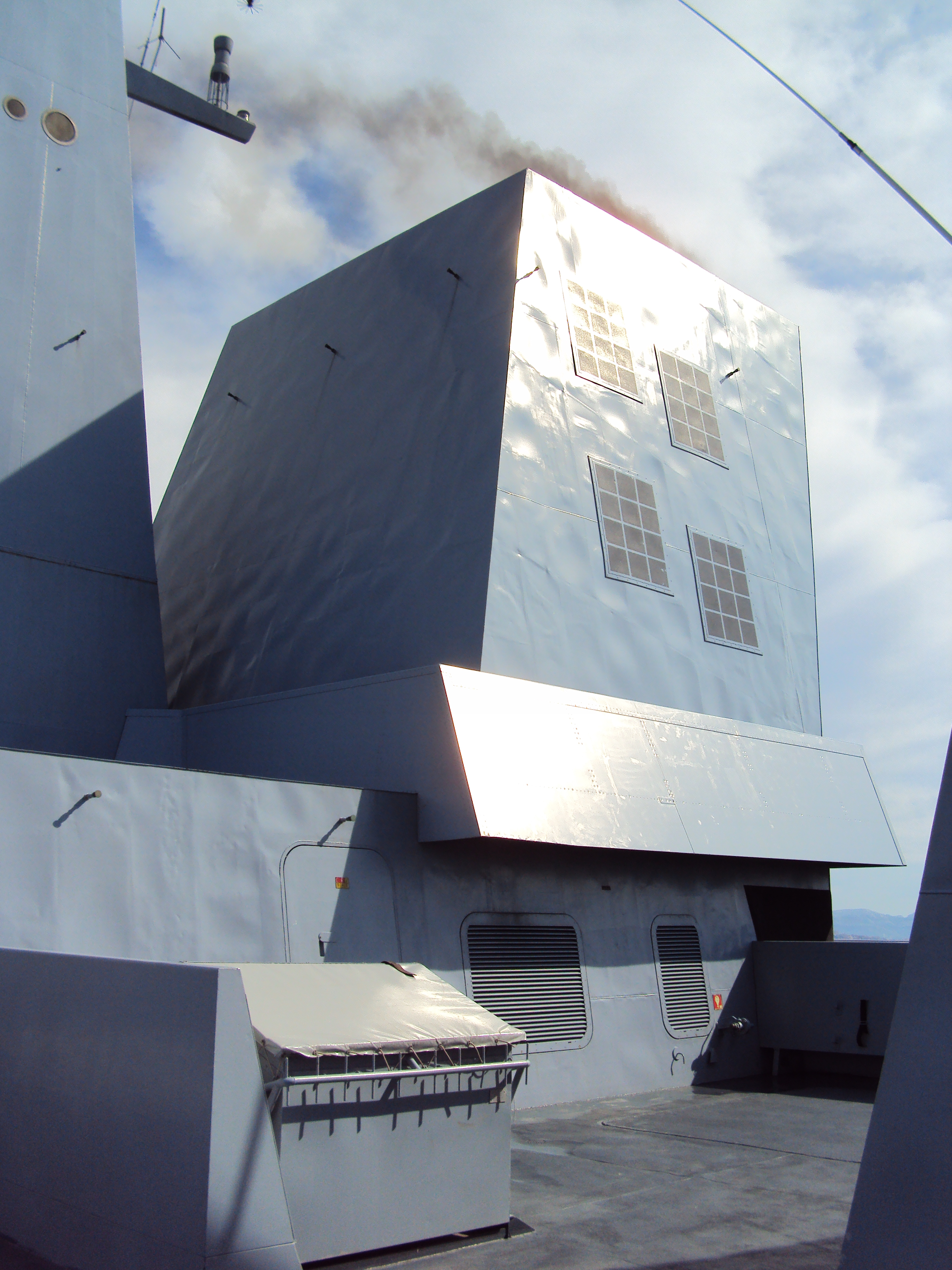
Forbin (D620): Die Schornsteine sind mit einem Glas-Abkühlsystem zur Minimierung der Infrarotsignatur versehen, zudem wird durch die winkelige Bauweise der Radarquerschnitt minimiert.

Ein Hauptmerkmal der Tarnung besteht in der Minimierung der Radarquerschnittsfläche, d. h. der Minimierung der Radarsignatur. Es soll also möglichst wenig Energie zurück an den Sender reflektiert werden, was durch Vermeidung von rechten Winkeln auf dem Deck des Schiffes erreicht wird. Die das Schiff treffenden elektromagnetischen Wellen werden hierdurch in andere Richtungen abgestrahlt. Auch zylindrische Formen sind zu vermeiden, da sie auftreffende Sendeimpulse aus jeder Richtung direkt zurückstrahlen. Bei vielen Stealth-Schiffen findet man daher auch keine herkömmlichen runden Aufbauten (Maste, Schlote etc.). Außerdem sind radarabsorbierende Beschichtungen und Baumaterialien im Einsatz.
Um die Wärme-Signatur zu verringern, wird auf vielen Schiffen versucht, die abgestrahlte Infrarot-Strahlung zu minimieren. Es werden beispielsweise die Abgase gekühlt oder ins Wasser abgeleitet, ferner werden spezielle, infrarotabsorbierende Beschichtungen verwendet. Zur Verringerung der magnetischen Signatur eines Schiffes wird die aktive Maßnahme Magnetischer Eigenschutz (MES) verwendet. Bei U-Booten wird als passive Maßnahme zudem nicht-magnetisierbarer U-Boot-Stahl verwendet.
Durch leise Antriebssysteme wird die Lärmsignatur möglichst gering gehalten. Zudem wird versucht, die von den Propellern verursachten Geräusche und die entstehenden Blasen zu minimieren (Kavitation), z. B. mit Techniken wie dem Prairie-Masker-System. Im U-Boot-Bau werden zudem geräuscharme Antriebstechniken wie der außenluftunabhängige Antrieb auf Brennstoffzellen der deutsch-italienischen U-Boot-Klasse 212 A eingesetzt.
Um das Kielwasser des Schiffes zu minimieren, wird die Fläche des Schiffes, die das Wasser an der Oberfläche durchschneidet, so gering wie möglich gehalten. Erreicht wird dies durch eine Trennung des Schiffskörpers in einen permanent über Wasser und einen permanent unter Wasser befindlichen Teil. Beide Teile sind nur durch schmale Stege miteinander verbunden, die als einziges die Wasseroberfläche durchschneiden (SWATH-Rumpf).
Auch optische Tarnungen wie Tarnbemalung oder Vernebelungsmöglichkeiten spielen nach wie vor eine Rolle.

## Liste von Tarnkappenschiffen und Schiffsklassen
Folgende Liste enthält die Tarnkappenschiffe, die wie Tarnkappenflugzeuge komplett mit radarabsorbierendem Material (Full Stealth) beschichtet sind und auch von der Form her strahlungsabsorbierende Eigenschaften besitzen:
| Land                   | Schiffsklasse                          | Militärschiffstyp                       |
| ---------------------- | -------------------------------------- | --------------------------------------- |
| Volksrepublik China    | Typ 055 (NATO-Codename: Renhai-Klasse) | Zerstörer                               |
| Volksrepublik China    | Typ 022 (NATO-Codename: Houbei-Klasse) | Flugkörperschnellboot                   |
| Finnland               | Hamina-Klasse                          | Flugkörperschnellboot                   |
| Frankreich             | La Fayette-Klasse                      | Fregatte                                |
| Malaysia               | Maharaja Lela-Klasse                   | Littoral Combat Ship                    |
| Norwegen               | Skjold-Klasse                          | Flugkörperschnellboot                   |
| Singapur               | Formidable-Klasse                      | Fregatte                                |
| Schweden               | Visby-Klasse                           | Korvette                                |
| Taiwan                 | Tuo Chiang-Klasse                      | Korvette                                |
| Türkei                 | Ada-Klasse                             | Korvette                                |
| Vereinigte Staaten     | Freedom-Klasse                         | Littoral Combat Ship                    |
| Vereinigte Staaten     | Independence-Klasse                    | Littoral Combat Ship                    |
| Vereinigte Staaten     | Sea Fighter                            | Hochgeschwindigkeits-Katamaran          |
| Vereinigte Staaten     | Sea Shadow (IX-529)                    | Versuchsschiff ab 1985, 2012 abgewrackt |
| Vereinigte Staaten     | Zumwalt-Klasse                         | Zerstörer                               |
| Vereinigtes Königreich | Daring-Klasse                          | Zerstörer                               |

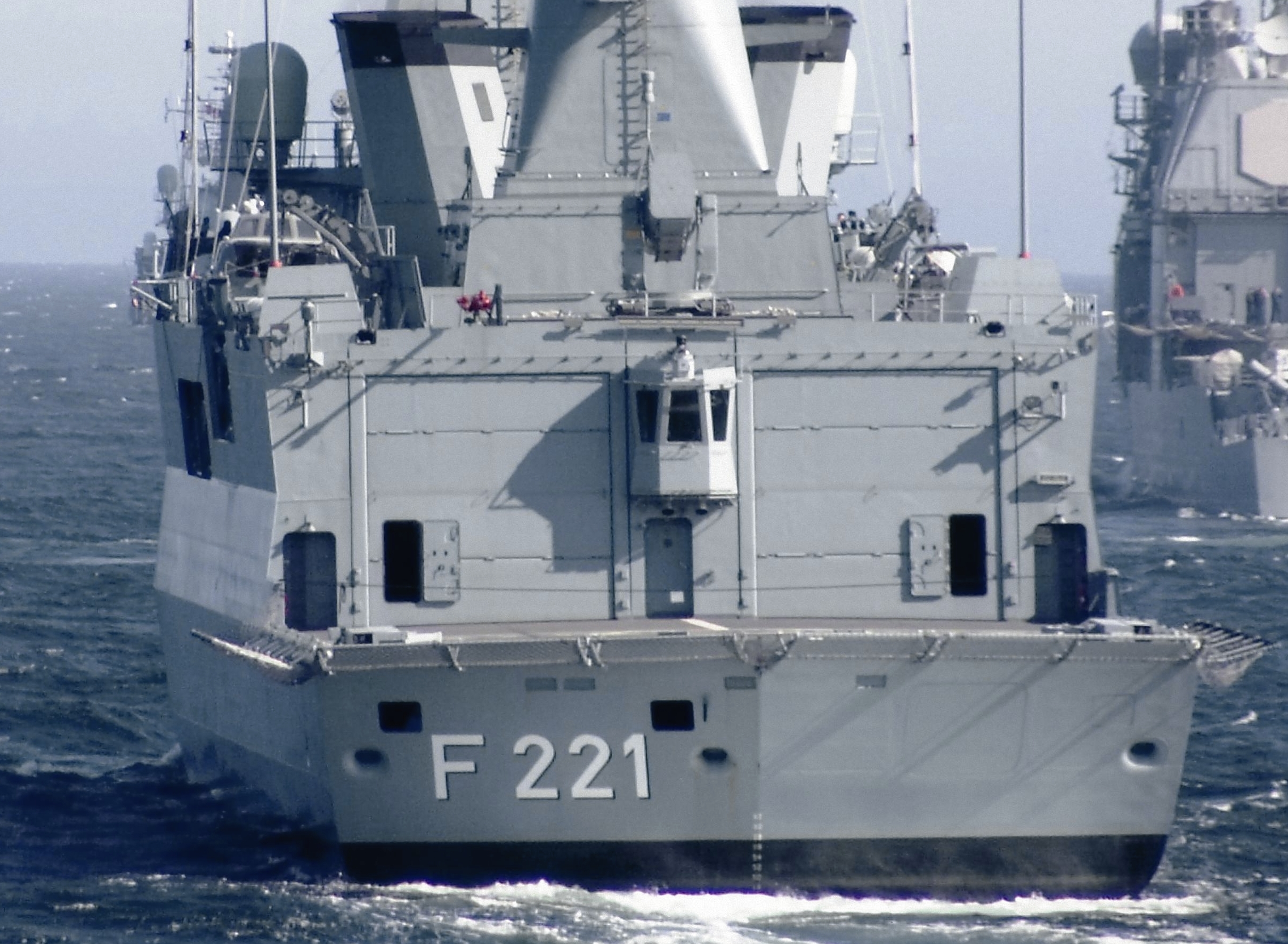
Heckansicht der Hessen (F124), in der die X-Form erkennbar ist

Darüber hinaus streben die meisten modernen Kriegsschiffstypen zumindest durch die Formgebung eine Reduzierung der Radarrückstrahlfläche und damit gewisse Stealth-Eigenschaften an. Bei der deutschen Marine wurden bspw. die Braunschweig- und die Sachsen-Klasse in der so genannten X-Form gestaltet, dabei sind alle Seitenflächen des Rumpfes und der Aufbauten gegeneinander geneigt, um auftreffende Radarstrahlen weitgehend in andere Richtungen abzulenken.